# Anteaeolidiella cacaotica
Anteaeolidiella cacaotica is een slakkensoort uit de familie van de Aeolidiidae. De wetenschappelijke naam van de soort is voor het eerst geldig gepubliceerd in 1855 door Stimpson als Eolis cacaotica.